# Вотум
Во́тум (лат. votum — желание, воля) — мнение, выраженное путём голосования, по которому принимается определённое законодательством решение. 
В парламентской практике ряда государств в таком порядке выражается одобрение (вотум доверия) или неодобрение (вотум недоверия) деятельности правительства, главы правительства, министра и так далее. При получении вотума недоверия правительство, глава правительства, министр и так далее, уходит в отставку. Например 11 июня 1899 года президент Французской республики Эмиль Лубе, во время скачек в Отейле, на которых он присутствовал, был оскорблён националистами (ему был нанесён удар палкой по голове), в палате был сделан запрос по поводу странного поведения полиции, которая, в чрезмерном количестве, присутствовала на скачках якобы для охраны Лубе, и в то же время ничего не сделала для действительной его охраны. В этом увидели преднамеренность, министерство Шарля Дюпюи получило вотум недоверия и вышло в отставку, уступив место министерству Пьера Вальдека-Руссо. В отличие от парламентаризма, существует и другой тип конституционного управления, при которой президент (монарх) при назначении министров не считается с вотумом палат государства.
Также вотум может использоваться при изменении конституции. При этом может использоваться двойной вотум, то есть голосование по одному и тому же вопросу дважды с временны́м промежутком между попытками.